# 南投縣立中興國民中學
南投縣立中興國民中學是位於南投縣南投市的公立中學，創立於1968年。

## 歷史
原先中興新村地區僅有臺灣省立中興中學（今國立中興高級中學）便利省政府員工子女就讀。1968年起，配合「省辦高中，縣市辦初中」政策，中興中學逐年停招國中部，並於1970年改制為臺灣省立中興高級中學。
由於中興中學改制為高級中學，加之1967年起開始施行九年國民義務教育，故設立本校方便鄰近地區學生就讀。

## 建築

### 沿革
該校原本的大門位於新興路309號，並有第一大樓、第二大樓、中興樓、活動中心、專科大樓、教師單身宿舍等建築。但主要教室建築在921大地震中全毀。重建工作獲得慈濟基金會援助，自2000年6月5日開工，於2001年8月至2002年底陸續完工。新校門位於中興路（省道台14乙線）上，但門牌號碼不變，原校門所在的新興路則變更為校內道路。

#### 修繕後繼續使用
中興樓（電腦及音樂教室）、專科大樓（實驗室、烘焙教室）、陶藝大樓（原教師單身宿舍）。

#### 第一期重建工程（2001年完工）
中興亭、薪傳樓（行政大樓）、聚英樓（班級教室）、善思樓（班級教室）、勤學樓（班級教室）。

#### 第二期重建工程（2002年完工）
雄志館（禮堂兼體育館）、操場、球場。

#### 新建大樓工程（2009年完工）
集賢樓（圖書館、國際會議廳、班級教室）

### 特色
建築外立面由灰白色洗石子構成，每棟建築的外走廊皆面對開放空間。樓梯間也採開放式，兼顧採光及通風。班級教室每班皆有獨立的內走廊及廁所。

## 班級數
有7、8、9三個年級，每年級19班，共57班。每年級各有一班資優班及一班體育班。

## 歷任校長
| 任數     | 姓名   | 任期                 | 選任方式 | 備註             |
| -------- | ------ | -------------------- | -------- | ---------------- |
| 第一任   | 彭潘超 | 1968年8月－1975年8月 | 省派     | 奉調他校         |
| 第二任   | 關仲謀 | 1975年8月－1983年8月 | 省派     | 奉調他校         |
| 第三任   | 陳文彥 | 1983年8月－1988年8月 | 省派     | 奉調他校         |
| 第四任   | 張海權 | 1988年8月－1991年2月 | 省派     | 退休             |
| 第五任   | 陳健鏘 | 1991年3月－1997年8月 | 省派     | 升任新竹女中校長 |
| 第六任   | 許清泉 | 1997年8月－1999年8月 | 縣派     | 奉調他校         |
| 第七任   | 李豐章 | 1999年8月－2003年8月 | 縣派     | 奉調他校         |
| 第八任   | 周文瑞 | 2003年8月－2005年2月 | 縣派     | 退休             |
| 暫時代理 | 王建太 | 2005年3月－2005年8月 | 縣派     | 教務主任暫代     |
| 第九任   | 林紹湖 | 2005年8月－2010年8月 | 縣派     | 奉調他校         |
| 第十任   | 李枝桃 | 2010年8月－2015年7月 | 縣派     | 退休             |
| 第十一任 | 蕭進賢 | 2015年8月－2021年8月 | 縣派     | 奉調他校         |
| 第十二任 | 李志慶 | 2021年8月－          | 縣派     |                  |

## 爭議事件
2010年9月，二年級的蔡姓男學生被同住棒球隊宿舍的室友發現遭繩子勒住頸部，經搶救後仍不治身亡。
2015年1月28日，南投縣教育產業工會連同全國教師工會總聯合會召開記者會，指控中興國中違反國民教育法之規定，對103學年度入學之新生採行能力分班 （页面存档备份，存于），另設集中式資優班、體育班及音樂班，認為南投縣政府教育處縱容、包庇。8月14日，教育處在打散二、三年級棒球班學生的說明會上遇到家長激烈反彈，於是決定向國教署爭取讓二、三年級棒球班補申請設立。
2015年11月，時任校長蕭進賢遭6名女性教師向議員投訴，稱其多次開黃腔「妳今天露三點」。但蕭進賢否認開黃腔，表示應是誤會。